# Acetes intermedius
Acetes intermedius är en kräftdjursart som beskrevs av Omori 1975. Acetes intermedius ingår i släktet Acetes och familjen Sergestidae. Inga underarter finns listade i Catalogue of Life.